# Biele (Zatory)
Biele – przysiółek wsi Zatory w Polsce położony w województwie mazowieckim, w powiecie pułtuskim, w gminie Zatory.
W latach 1975–1998 przysiółek administracyjnie należał do województwa ostrołęckiego.
Przysiółek należy do parafii św. Małgorzaty w Zatorach.